# Bismarck-Ringpython
Der Bismarck-Ringpython (Bothrochilus boa), auch Bismarck-Zwergpython oder Neuguinea-Zwergpython, ist eine Schlangenart aus der Familie der Pythons.

## Merkmale

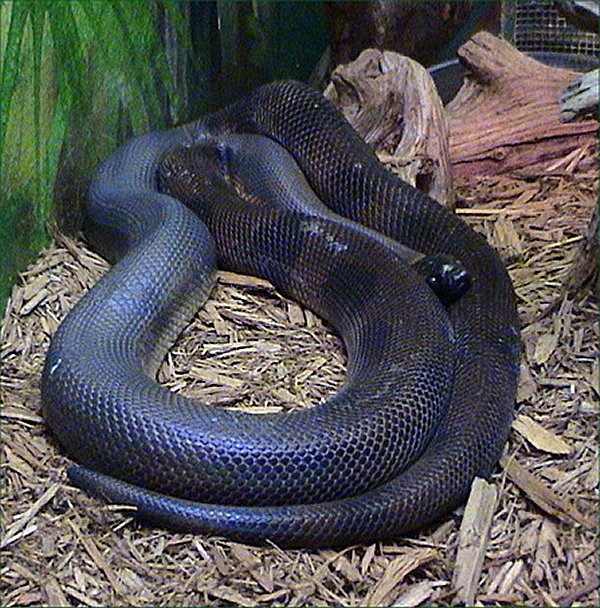
Einfarbiges Exemplar des Bismarck-Ringpythons

Die Art ist stämmig gebaut mit kurzem, geringfügig vom Hals abgesetztem Kopf. Es existieren zwei Farbvarianten: eine einfarbig braune mit hellgelber Bauchseite und eine orangebraun-schwarze mit gestreifter, gebänderter oder gefleckter Musterung. Bei beiden Varietäten ist der Kopf schwarzbraun bis schwarz mit einem gelegentlich auftretenden hellen Fleck hinter dem Auge. Erwachsene Tiere sind dunkler gefärbt als die Jungtiere und erreichen eine Körperlänge von 95 bis 174 cm.
Beschuppung: Der Kopf trägt je einen Loreal- und Präokularschild, zwei oder drei Postokularschilde, ein Paar Präfrontal- und zwei Paar Parietalschilde. Wenn ein Interparietalschild vorhanden ist, ist dieser klein. Der vierte bis sechste der neun bis zwölf Supralabialschilde berührt den Augenrand. Infralabialschilde sind 12 oder 13 vorhanden. Der Rumpf weist 24 bis 39 Schuppenreihen, 245 bis 267 Ventralschilde, 45 bis 54 meist paarige Subkaudalschilde und einen ungeteilten Analschild auf.

## Verbreitung und Lebensweise
Der Bismarck-Ringpython kommt endemisch auf dem Bismarck-Archipel, einigen umliegenden Inseln und auf Bougainville im Nordosten Papua-Neuguineas vor. Die nachtaktive Art bewohnt Feuchtwälder, Sümpfe und offenes Gelände und hält sich vorwiegend in Bodennähe auf. Als Beutetiere dienen kleine Säugetiere und Echsen. Die Paarung findet von Dezember bis April statt, die Eiablage von Anfang März bis Mitte Juli. Das Gelege wird vom Weibchen bebrütet.